# Бикан
Бикан (фр. Bucamps) насеље је и општина у североисточној Француској у региону Пикардија, у департману Оаза која припада префектури Клермон.
По подацима из 2011. године у општини је живело 168 становника, а густина насељености је износила 28,87 становника/km². Општина се простире на површини од 5,82 km². Налази се на средњој надморској висини од 110 метара (максималној 169 m, а минималној 103 m).

## Демографија
| 1962. | 1968. | 1975. | 1982. | 1990. | 1999. | 2011. |
| ----- | ----- | ----- | ----- | ----- | ----- | ----- |
| 103   | 112   | 76    | 78    | 117   | 128   | 168   |

График промене броја становника у току последњих година